# NCSM Edmonton
Le NCSM Edmonton (MM 703) est un navire de défense côtière canadien de la classe Kingston.
Le NCSM Edmonton a été mis en chantier le 8 août 1995 au chantier naval The Halifax Shipyard situé à Halifax. Lancé le 31 octobre 1996, il est affecté aux Forces maritimes du Pacifique depuis le 21 juin 1997.
Il porte le nom de la ville d’Edmonton en Alberta.